# Chinasat 6A
O Chinasat 6A, também conhecido por Zhongxing 6A (ZX-6A), anteriormente denominado de Sinosat 6 e Xinnuo 6, é um satélite de comunicação geoestacionário chinês construído pela China Academy of Space Technology (CAST). Ele está localizado na posição orbital de 125 graus de longitude leste e é operado pela China Satcom. O satélite foi baseado na plataforma DFH-4 bus e sua expectativa de vida útil é de 15 anos.

## Lançamento
O satélite foi lançado com sucesso ao espaço no dia 04 de setembro de 2010, às 16:14 UTC, por meio de um veiculo Longa Marcha 3B/G2 lançado a partir do Centro Espacial de Xichang, na China. Ele tinha uma massa de lançamento de 5 000 kg.

## Capacidade e cobertura
O Chinasat 6A é equipado com 28 transponders em banda C, 8 banda Ku e um em banda S ativos para prestação de serviços de telecomunicações para a China, a Mongólia, a Península da Coreia, Japão, Rússia, Sul da Ásia, Sudeste Asiático, Ásia Central, Oriente Médio, Austrália e Nova Zelândia.